# Еребуні (аеропорт, Вірменія)
Аеропорт «Еребуні» — аеропорт, що розташований за 7,3 км на південь від центру Єревану. «Еребуні» є другим за значенням аеропортом у Єревані. В наш час[коли?] аеропорт в основному використовується військовими, а також приватними підприємствами, які використовують чартерні вертолітні польоти усередині країни (у тому числі і в Степанакертський аеропорт, який розташований на території Нагірно-Карабаської Республіки) і в країни СНД.
Військово-повітряні сили Російської Федерації у Вірменії являють собою 18 винищувачів МіГ-29 426-го Бойового ескадрону і 700-ї повітряно-транспортного контрольного центру (система локаторів), обидва на 3624-й повітряній базі в аеропорту «Еребуні».